# Pleuronodes tessmanni
Pleuronodes tessmanni är en fjärilsart som beskrevs av M.Gaede 1940. Pleuronodes tessmanni ingår i släktet Pleuronodes och familjen nattflyn. Inga underarter finns listade i Catalogue of Life.